# Aley Green
Pour les articles homonymes, voir Green.
Aley Green est un hameau situé dans le comté de Bedfordshire, en Angleterre, dans la paroisse civile (civil parish) de Caddington.
Le cimetière et l'extrémité sud de Mancroft Road sont dans la paroisse de Slip End bien qu'ils soient considérés comme appartenant à Aley Green. Aley Green a longtemps été situé à cheval sur la frontière séparant le comté de Bedfordshire de celui de l'Hertfordshire, jusqu'à ce que les modifications des limites en 1965 placent Aley Green dans le Bedfordshire.